# Dolní Město
Dolní Město (německy Unterstadt) je obec 10 km severně od Humpolce v okrese Havlíčkův Brod v Kraji Vysočina. Žije zde 944 obyvatel. Protéká tudy Pstružný potok, který je levostranným přítokem řeky Sázavy.

## Historie
První písemná zmínka o obci pochází z roku 1342.
V roce 2016 získala obec ocenění v soutěži Vesnice Vysočiny 2016, konkrétně obdržela Zlatou cihlu v kategorii C - nové venkovské stavby, zatímco Zlaté cihly v kategoriích A a B nebyly uděleny. V roce 2017 získala obec ocenění v soutěži Vesnice Vysočiny 2017, konkrétně obdržela Bílou stuhu za činnost mládeže. V roce 2018 získala obec ocenění v soutěži Vesnice Vysočiny 2018, konkrétně obdržela Diplom za příkladnou péči o historickou zástavbu obce. V roce 2019 získala obec ocenění v soutěži Vesnice Vysočiny 2019, konkrétně obdržela Cenu naděje pro živý venkov - za místní spolkový život a občanskou společnost v obcích. V roce 2022 získala obec ocenění v soutěži Vesnice Vysočiny 2022, konkrétně obdržela Zelenou stuhu za péči o zeleň a životní prostředí.

## Obyvatelstvo
| Rok            | 1869 | 1880 | 1890 | 1900 | 1910 | 1921 | 1930 | 1950 | 1961 | 1970 | 1980 | 1991 | 2001 | 2006 | 2013 |
| Počet obyvatel | 1647 | 1520 | 1524 | 1648 | 1729 | 1700 | 1637 | 1260 | 1328 | 1217 | 1022 | 876  | 856  | 949  | 902  |

## Části obce
- Dolní Město
- Dobrá Voda Lipnická
- Loukov
- Meziklasí
- Rejčkov
- Smrčensko

## Školství
- Základní škola a mateřská škola Dolní Město

## Pamětihodnosti
- Kostel svatého Martina s unikátními freskami, pocházejícími ze 14. století
- Kostel svaté Markéty (v Loukově)
- Nedaleko obce se nachází přírodní památka Čertův kámen.

## Další fotografie

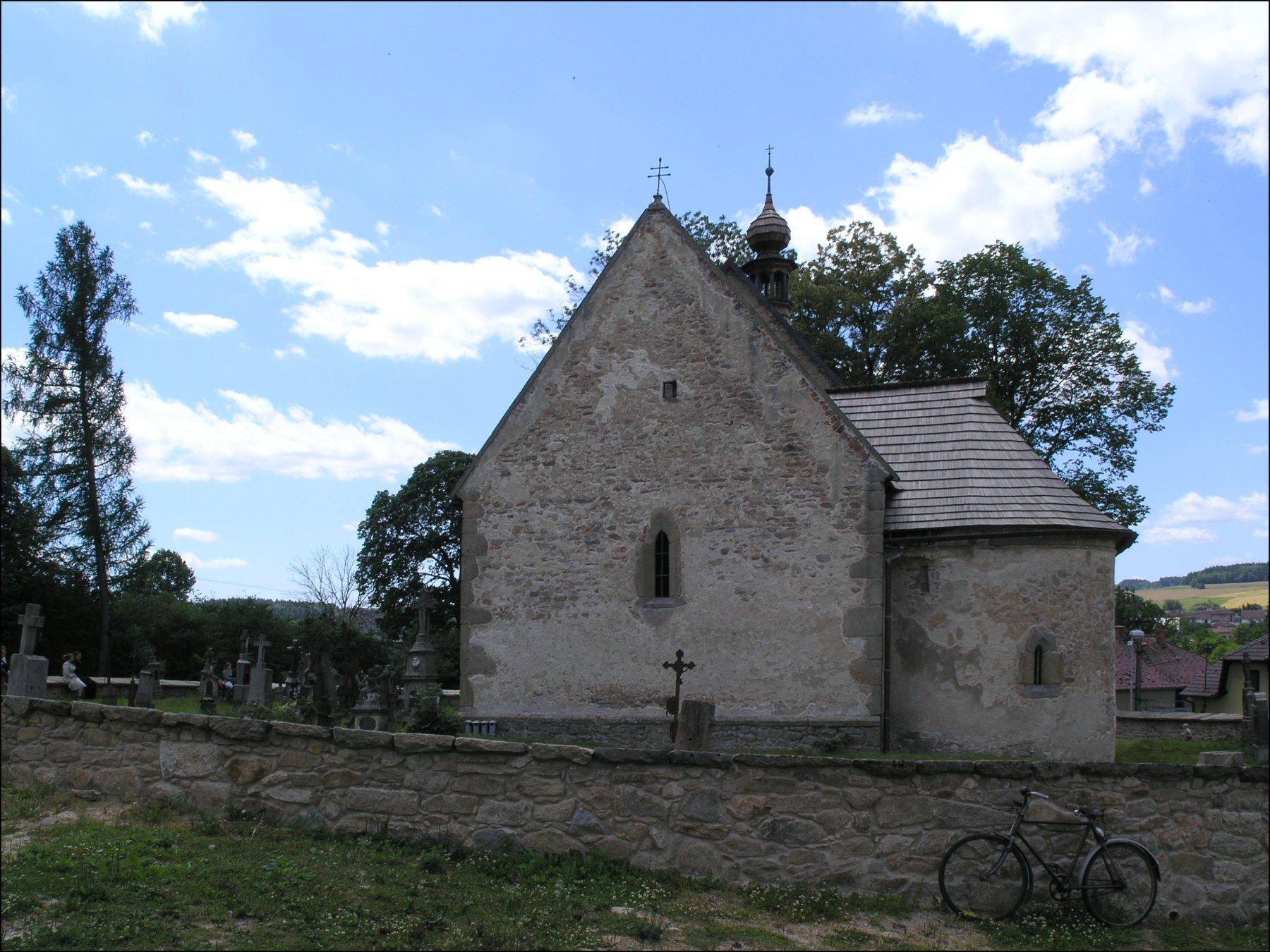
Kostel sv. Martina
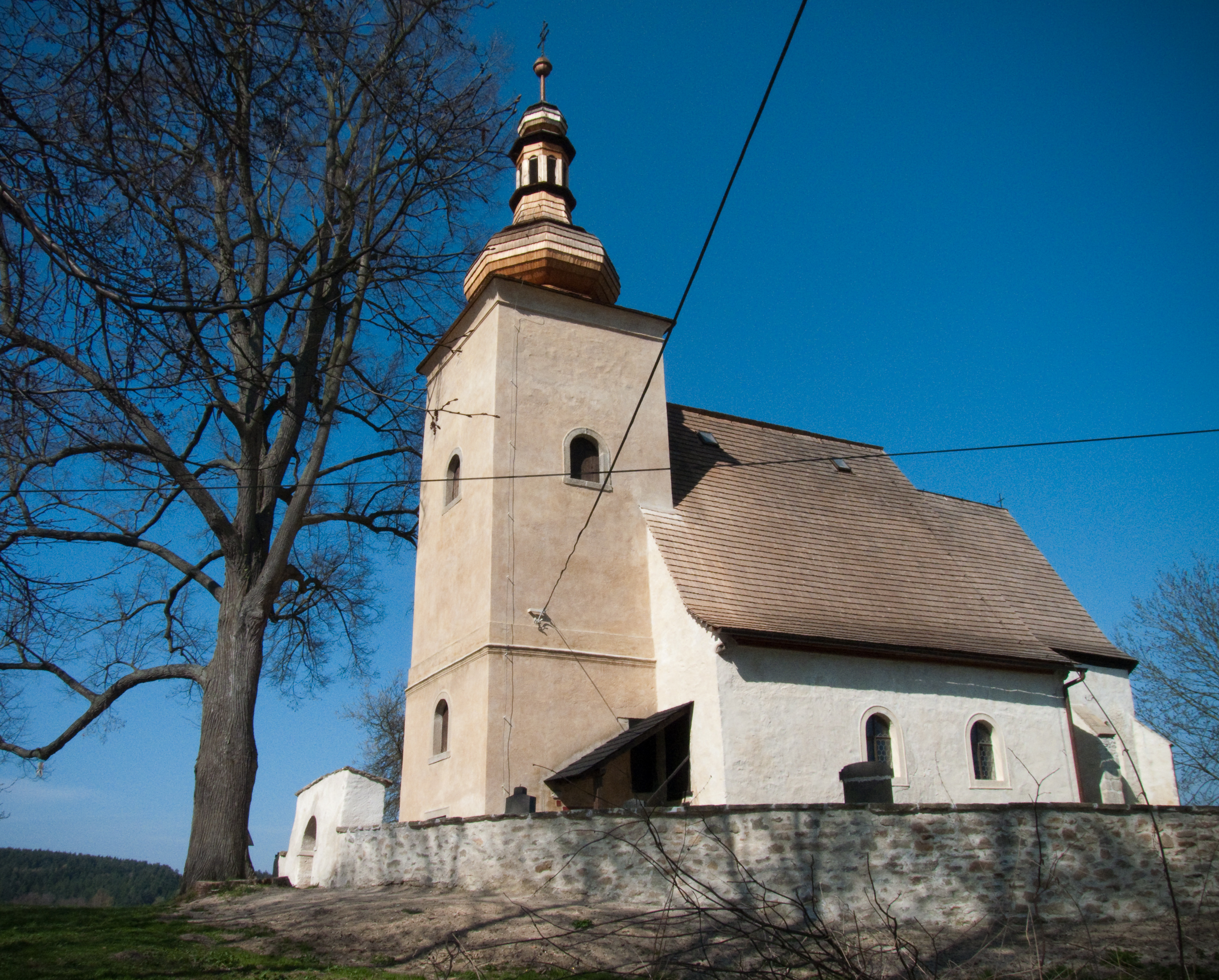
Kostel svaté Markéty v Loukově